# Organización territorial de Nepal
Las divisiones administrativas de Nepal (nepalí: नेपालको प्रशासनिक विभाजन, romanizado: Nēpālakō praśāsanik vibhājana) son unidades administrativas subnacionales de Nepal. El primer nivel de subdivisión del país de Nepal son las provincias. Cada provincia se subdivide a su vez en distritos, cada distrito en municipios y municipios rurales, y cada uno de esos municipios en distritos. Antes de 2015, en lugar de provincias, Nepal se dividía en regiones de desarrollo y zonas administrativas.

Cumpliendo el requisito de la nueva constitución de Nepal en 2015, todos los antiguos municipios y aldeas (que eran más de 3900) se reestructuraron en 753 nuevos municipios y municipios rurales. Los antiguos 75 comités de desarrollo de distrito (DDC) también fueron sustituidos por 77 nuevos comités de coordinación de distrito (DCC) que tienen mucho menos poder que los DDC. En la actualidad hay 6 ciudades metropolitanas, 11 ciudades submetropolitanas, 276 municipios y 460 municipios rurales.
|  |  |                           |                           |                           |                           |                           |                           |  |  |                               |                               |                               |                               |                               |                               |                  |  |                     |                     |                     |                     |                     |                     |  |  |                |                |                |                |                |                |  |  |  |  |
|  |  |                           |                           |                           |                           |                           |                           |  |  |                               |                               |                               |                               |                               |                               | Gobierno Federal |  |                     |                     |                     |                     |                     |                     |  |  |                |                |                |                |                |                |  |  |  |  |
|  |  |                           |                           |                           |                           |                           |                           |  |  |                               |                               |                               |                               |                               |                               |                  |  |                     |                     |                     |                     |                     |                     |  |  |                |                |                |                |                |                |  |  |  |  |
|  |  |                           |                           |                           |                           |                           |                           |  |  |                               |                               |                               |                               |                               |                               | 7 Provincias     |  |                     |                     |                     |                     |                     |                     |  |  |                |                |                |                |                |                |  |  |  |  |
|  |  |                           |                           |                           |                           |                           |                           |  |  |                               |                               |                               |                               |                               |                               |                  |  |                     |                     |                     |                     |                     |                     |  |  |                |                |                |                |                |                |  |  |  |  |
|  |  |                           |                           |                           |                           |                           |                           |  |  |                               |                               |                               |                               |                               |                               | 77 Distritos     |  |                     |                     |                     |                     |                     |                     |  |  |                |                |                |                |                |                |  |  |  |  |
|  |  |                           |                           |                           |                           |                           |                           |  |  |                               |                               |                               |                               |                               |                               |                  |  |                     |                     |                     |                     |                     |                     |  |  |                |                |                |                |                |                |  |  |  |  |
|  |  |                           |                           |                           |                           |                           |                           |  |  |                               |                               |                               |                               |                               |                               |                  |  |                     |                     |                     |                     |                     |                     |  |  |                |                |                |                |                |                |  |  |  |  |
|  |  |                           |                           |                           |                           |                           |                           |  |  |                               |                               |                               |                               |                               |                               |                  |  |                     |                     |                     |                     |                     |                     |  |  |                |                |                |                |                |                |  |  |  |  |
|  |  | 6 ciudades metropolitanas | 6 ciudades metropolitanas | 6 ciudades metropolitanas | 6 ciudades metropolitanas | 6 ciudades metropolitanas | 6 ciudades metropolitanas |  |  | 11 ciudades submetropolitanas | 11 ciudades submetropolitanas | 11 ciudades submetropolitanas | 11 ciudades submetropolitanas | 11 ciudades submetropolitanas | 11 ciudades submetropolitanas |                  |  | 276 municipalidades | 276 municipalidades | 276 municipalidades | 276 municipalidades | 276 municipalidades | 276 municipalidades |  |  | 460 gaupalikas | 460 gaupalikas | 460 gaupalikas | 460 gaupalikas | 460 gaupalikas | 460 gaupalikas |  |  |  |  |
|  |  | 6 ciudades metropolitanas | 6 ciudades metropolitanas | 6 ciudades metropolitanas | 6 ciudades metropolitanas | 6 ciudades metropolitanas | 6 ciudades metropolitanas |  |  | 11 ciudades submetropolitanas | 11 ciudades submetropolitanas | 11 ciudades submetropolitanas | 11 ciudades submetropolitanas | 11 ciudades submetropolitanas | 11 ciudades submetropolitanas |                  |  | 276 municipalidades | 276 municipalidades | 276 municipalidades | 276 municipalidades | 276 municipalidades | 276 municipalidades |  |  | 460 gaupalikas | 460 gaupalikas | 460 gaupalikas | 460 gaupalikas | 460 gaupalikas | 460 gaupalikas |  |  |  |  |

## Provincias

Las 7 provincias de Nepal.

Las 7 provincias de Nepal (en nepalí: नेपालका प्रदेशहरू, romanizado: Nepālkā Pradeśharū) se formaron el 20 de septiembre de 2015 de acuerdo con el Anexo 4 de la Constitución de Nepal. Las provincias se formaron agrupando los distritos existentes. El sistema actual de siete provincias sustituyó a un sistema anterior en el que Nepal estaba dividido en 14 zonas administrativas que se agrupaban en cinco regiones de desarrollo.

## Distritos

Los 77 distritos de Nepal.

Los distritos en Nepal son el segundo nivel de divisiones administrativas después de las provincias. Los distritos se subdividen en municipios y municipios rurales. Hay 77 distritos en Nepal.
Los funcionarios del distrito son:
- Jefe de Distrito, un funcionario dependiente del Ministerio del Interior que es nombrado por el gobierno como el más alto funcionario administrativo de un distrito. El C.D.O es responsable de la inspección adecuada de todos los departamentos de un distrito, como salud, educación, seguridad y todas las demás oficinas gubernamentales.
- El Comité de Coordinación de Distrito actúa como ejecutivo de la Asamblea de Distrito. El DCC se coordina con la Asamblea Provincial para establecer la coordinación entre la Asamblea Provincial y los municipios rurales y para resolver las disputas, si las hay, de carácter político. También mantiene la coordinación entre el gobierno provincial y federal y los organismos locales del distrito.

## Municipios

### Municipios urbanos
Los municipios son lugares que tienen al menos unos criterios mínimos de población e infraestructura y que son declarados como municipio por el gobierno. Hay 293 municipios en Nepal.
Los municipios urbanos se clasifican en 3 niveles:
- Ciudad metropolitana (Mahanagarpalika)
- Ciudad submetropolitana (Upmahanagarpalika)
- Municipio (Nagarpalikas)

Hay seis ciudades metropolitanas: la capital, Katmandú, así como Bharatpur, Biratnagar, Pokhara, Lalitpur y Birgunj. Hay 11 ciudades submetropolitanas y 276 municipios.

### Municipios rurales
Los municipios rurales (gaunpalikas) se crearon en 2017, sustituyendo a los comités de desarrollo de las aldeas (VDC). El objetivo principal de un gaunpalika se asemeja al de un VDC, pero tiene más derechos sobre la recaudación de derechos e impuestos y cuenta con un presupuesto anual más elevado que el VDC. Por lo general, se combinan varios VDC en cada nuevo gaupalika. Hay 460 gaunpalikas en Nepal.